# Birger Var
Birger Var, tidligere Brevig (født 30. juni 1893, død 22. maj 1970) var en norsk roer fra Moss.
Var vandt bronze i firer med styrmand ved OL 1920 i Antwerpen, sammen med Per Gulbrandsen, Theodor Klem, Henry Ludvig Larsen og styrmand Thoralf Hagen. Båden indledte med at vinde sit indledende heat, men i finalen kunne de sammen med amerikanerne ikke følge med den schweiziske båd, der vandt guld. De to øvrige både kom ind i samme tid, men amerikanerne fik sølvmedaljen.

## OL-medaljer
- 1920:  Bronze i firer med styrmand